# 胡龍雲

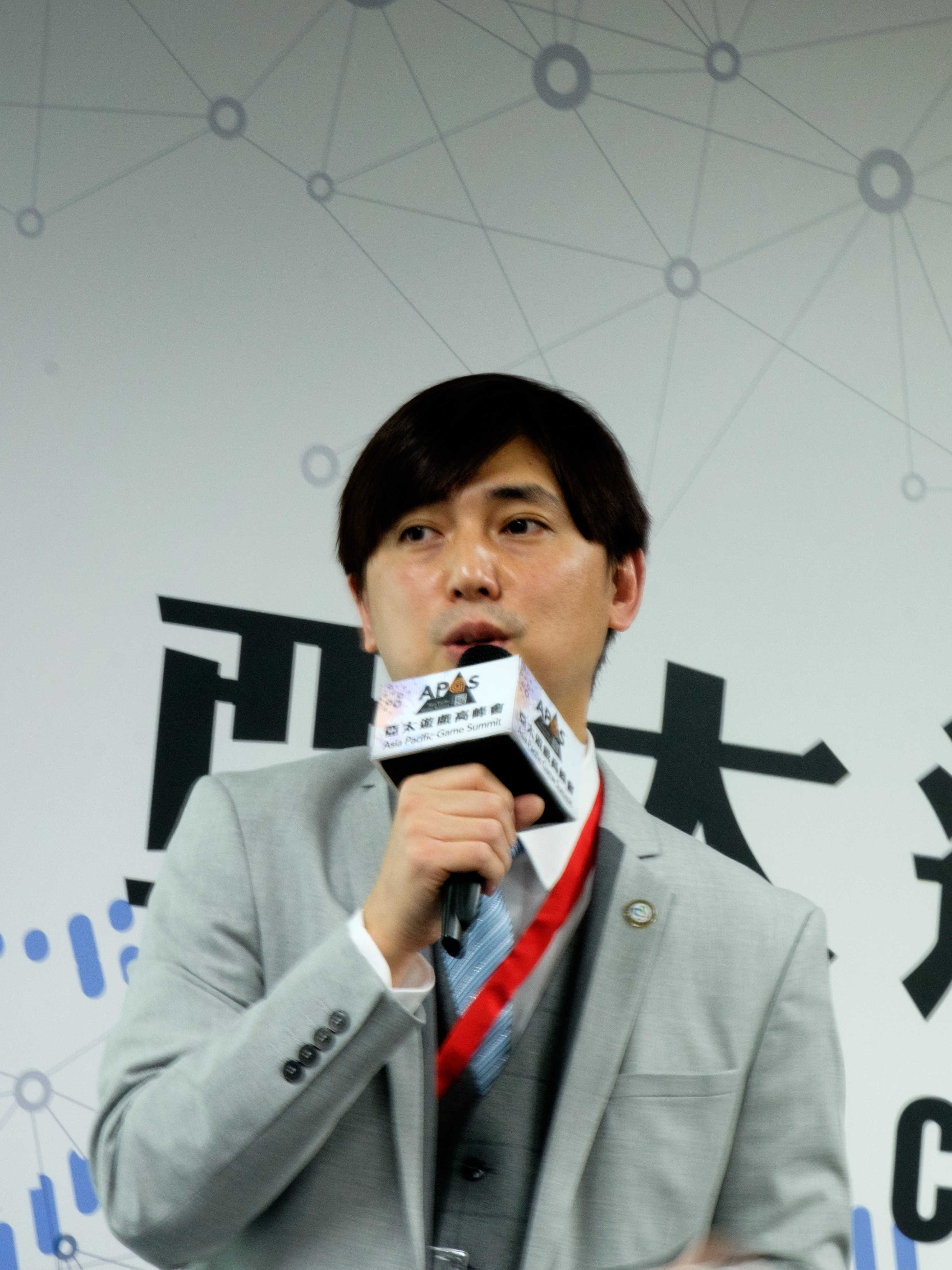
2017亞太遊戲高峰會，胡龍雲演講

胡龍雲，臺灣電子遊戲攻略本作家、電子遊戲企劃、廣播電視節目主持人、ACG相關商品收藏家，筆名SD太郎，臺北市私立協和高級工商職業學校畢業，曾任尖端出版攻略本作家、尖端出版《電玩攻略月刊》主編、華衛電視台兒童節目《神氣活現》虛擬主持人「小博士」配音員、UTV綜合台（包括其後身東森綜合台）電玩節目《遊戲駭客族》主持人、太陽休閒台電玩節目《遊戲Y世代》總策劃兼主持人、太陽休閒台電玩節目《遊戲變色龍》總策劃兼主持人、華人音樂台節目《完全有樂町》主持人、亞洲廣播網節目《遊戲駭客族》主持人、亞洲廣播網節目《數位娛樂通》主持人、科樂美授權華義國際發行《純愛手札》Windows中文版簽約記者會主持人、臺灣電視公司資訊節目《迷網e時代》之電玩資訊單元〈電玩風暴〉主持人、因思銳遊戲總局營運長、蝴蝶數位娛樂執行長、《舊遊戲時代》編輯顧問、威龍耀數位總經理、大立三維創新科技總經理。

## 外部連結
- ACG愛玩咖的Facebook專頁